# Slammiversary (2007)
Slammiversary 2007 fue la tercera edición anual del evento PPV de lucha libre profesional Slammiversary, producido por la Total Nonstop Action Wrestling. Tuvo lugar el 17 de junio de 2007 desde el Nashville Municipal Auditorium en Nashville, Tennessee. La frase utilizada para Slammiversary 2007 fue "Massacre in Music City!".

## Resultados
- Rhino & Senshi (c/Héctor Guerrero) derrotaron a The Latin American Exchange (Homicide & Hernández) (c/Konnan). (8:25)
  - Rhino cubrió a Homicide después de un "Gore".
  - Chris Harris era el compañero original de Rhino, pero fue sustituido por Senshi.
- Jay Lethal derrotó a Chris Sabin ganando el Campeonato de la División X de la TNA. (8:52)
  - Lethal cubrió a Sabin después de un "Diving Elbow Drop".
- Frank Wycheck & Jerry Lynn (c/Kyle Vanden Bosch) derrotaron a James Storm & Ron Killings (c/Jackie Moore). (8:52)
  - Wycheck cubrió a Storm después de un "Cradle Piledriver".
- Bob Backlund derrotó a Alex Shelley. (3:46)
  - Backlund cubrió a Shelley con un "Roll-up".
  - Después de la lucha, Shelley y Chris Sabin atacaron a Backlund.
- The Voodoo Kin Mafia (B.G. James & Kip James) derrotaron a Basham & Damaja (c/Christy Hemme). (2:47)
  - Kip cubrió a Damaja con un "Small Package".
- Eric Young derrotó a Robert Roode (c/Ms. Brooks). (9:09)
  - Young cubrió a Roode con un "Inside Cradle".
  - Roode había ganado la lucha después de golpear a Young con una silla, pero Jim Cornette la reinició.
  - Young fue liberado de su contrato con Roode. Si Roode hubiese ganado Young habría sido despedido.
- Team 3D (Brother Ray & Brother Devon) derrotaron a Rick Steiner & Road Warrior Animal reteniendo el Campeonato Mundial por Parejas de la TNA. (6:39)
  - Devon cubrió a Steiner después de un "3D".
  - Animal remplazó a Scott Steiner, que se había lesionado.
- Sting derrotó a Christopher Daniels. (6:33)
  - Sting cubrió a Daniels después de un "Scorpion Death Drop".
- Abyss derrotó a Tomko en un No Disqualification match. (13:54)
  - Abyss cubrió a Tomko después de un "Black Hole Slam" sobre un cristal roto.
- Kurt Angle derrotó a Samoa Joe, A.J. Styles, Christian Cage y Chris Harris en un King of the Mountain match convirtiéndose en el primer Campeón Mundial Peso Pesado de la TNA. (19:21)
  - Harris se clasificó tras cubrir a Styles después de un "Catatonic". (3:45)
  - Angle se clasificó tras cubrir a Harris tras aplicarle el "Olympic Slam". (8:45)
  - Cage se clasificó tras cubrir a Angle después de que éste fue liberado del "Coquina Clutch" de Joe. (10:53)
  - Angle ganó cuando colgó el título en lo alto del coliseo, ganando la lucha.